# Gastroliet

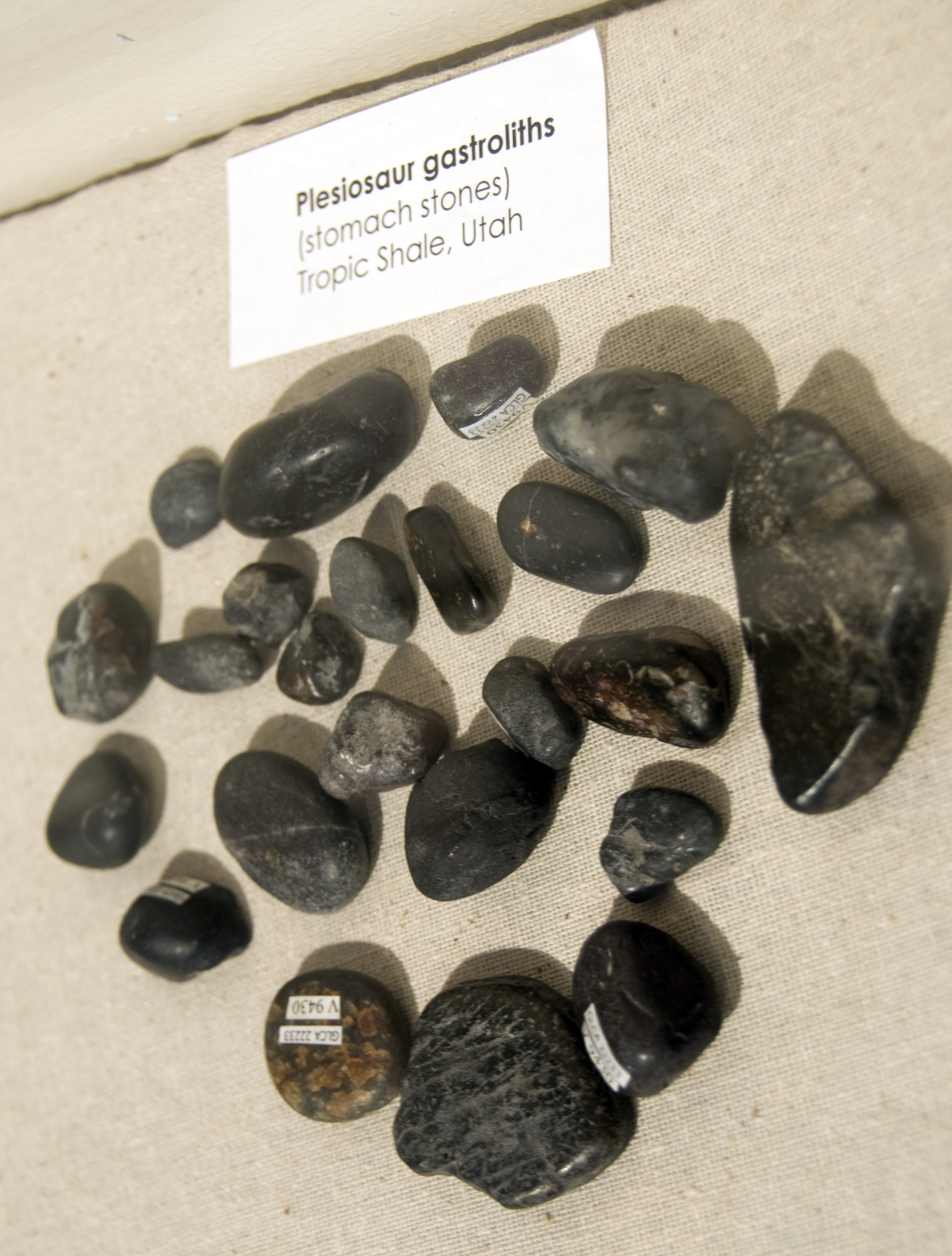
Gastrolieten van Plesiosauria

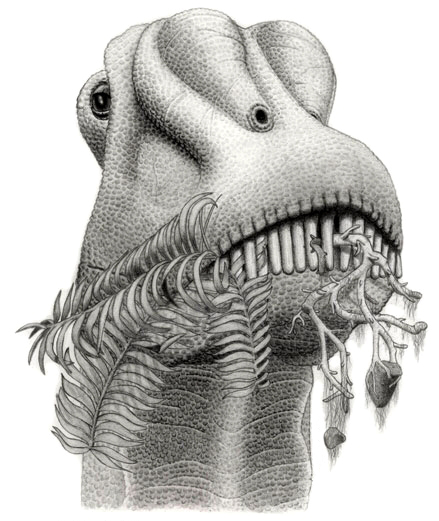
Een Diplodocide at stenen voor de vertering van Palmvarens

Gastrolieten zijn stenen die door dieren "gegeten" worden om te fungeren als een soort kiezen. Vooral plantenetende vogels, krokodillen, zeehonden en -leeuwen gebruiken gastrolieten voor hun spijsvertering. Dieren die niet de beschikking hebben over tanden om hun (plantaardig) voedsel te verwerken, gebruiken hiervoor ingeslikte stenen. Klasten tussen zand-grootte (< 2 mm) tot zelfs grote grindkorrels worden gevonden in de magen van gastroliet-etende dieren. Vaak worden de stenen via de ontlasting uitgescheiden, maar soms blijven ze jarenlang de functie van maalkiezen behouden.

## Naamgeving
Gastroliet is een samenstelling van Oudgrieks γαστήρ, gastēr ("maag", "buik") en λίθος, lithos ("steen").

## Fossielen
In fossiele theropoden (een groep van dinosauriërs die verwant is aan de vogels) worden veel gastrolieten aangetroffen. Zwemmende reptielen, zoals plesiosauri, gebruikten de stenen vermoedelijk als ballast, om ze te helpen balanceren in het water. Krokodillen gebruiken dit mechanisme ook.
Gastrolieten worden ook teruggevonden bij sommige kreeftachtigen in zoet water. Deze gastrolieten doen dienst als een calciumbron voor de kreeftachtigen die gebruikt kan worden bij het vervellen.